# Theodor van Gülpen
Theodor van Gülpen (* 29. Juni 1761 in Düren; † 1840 in Werden) war ein deutscher Benediktiner und Pastor Primarius an der Abteikirche des Benediktinerklosters Werden und Kanzleipräsident.

## Leben
Theodor van Gülpen trat am 6. November 1779 in den Benediktiner-Orden der ehemaligen Reichsabtei Werden ein.
Am 8. August 1784 erhielt er die Priesterweihe. Darauf folgte am 21. Juli 1788 die Berufung zum Pastor in Helmstedt. Am 14. November 1795 kehrte er unter Ernennung zum Kanzleipräsidenten in die Abtei Werden zurück. Nachdem das Stift Werden mit der Säkularisation aufgehoben wurde, war er mit dem Titel des früheren Prälaten als Pastor Primarius cum juristdictione quasi episcopali an der Abteikirche St.-Ludgerus angestellt und hatte die Aufsicht über sämtliche Schulen des Stiftes Werden.
Theodor van Gülpen erwarb sich viele Verdienste um die Kirchen und Schule seines Kreises. 1834 wurde er mit dem Roten Adlerorden 3. Klasse ausgezeichnet.